# Klass 3000
Klass 3000 (originaltitel: Class of 3000) är en amerikansk animerad musikalisk TV-serie, skapad av André 3000 som producerades av Moxie Turtle, Tom Lynch Company och Cartoon Network Studios. Serien sändes på Cartoon Network mellan 2006 och 2008.

## Handling
Serien handlar om jazz- och bluesartisten Sunny Bridges som arbetar som musiklärare vid en skola där han undervisar en grupp elever.